# Göckersgraben
Der Göckersgraben ist ein knapp drei Kilometer langer Waldbach  in Unterfranken, der beim Würzburger Stadtteil Steinbachtal aus südsüdwestlicher Richtung kommend von rechts in den Main-Zufluss Steinbach mündet.

## Geographie

### Verlauf
Der Göckersgraben entsteht auf einer Höhe von etwa 297 m ü. NN im südwestlichen Maindreieck auf der  Marktheidenfelder Platte  im gemeindefreien Guttenberger Wald am Südhang des Büchelberges (342 m ü. NN) westlich von Würzburg.
Er fließt zunächst gut dreihundert Meter westwärts durch den Wald und schwenkt dann auf Nordwestlauf. Ab dort ist er Gemarkungsgrenze zwischen den Guttenberger Wald links und dem Würzburger Stadtwald rechts, der zum Würzburger Stadtteil Heidingsfeld gehört. Der Bach läuft nun in einem Kerbtal und dreht dabei allmählich nach Nordnordwesten. Gut zwei Kilometer bachabwärts wird er auf seiner rechten Seite vom aus dem Südsüdosten kommenden Hohleichengraben verstärkt.
Schon zweihundert Meter danach mündet der Göckersgraben schließlich auf etwa 225 m ü. NN am Nordwestfuß des Unglücksberges (317 m ü. NN) und südwestlich einer ehemaligen Ziegelei, die der Kongregation der Erlöserschwestern gestiftet wurde, von rechts in den aus dem Westen heranfließenden Steinbach.

### Zuflüsse
- Hohleichengraben (rechts)